# 馬マスク

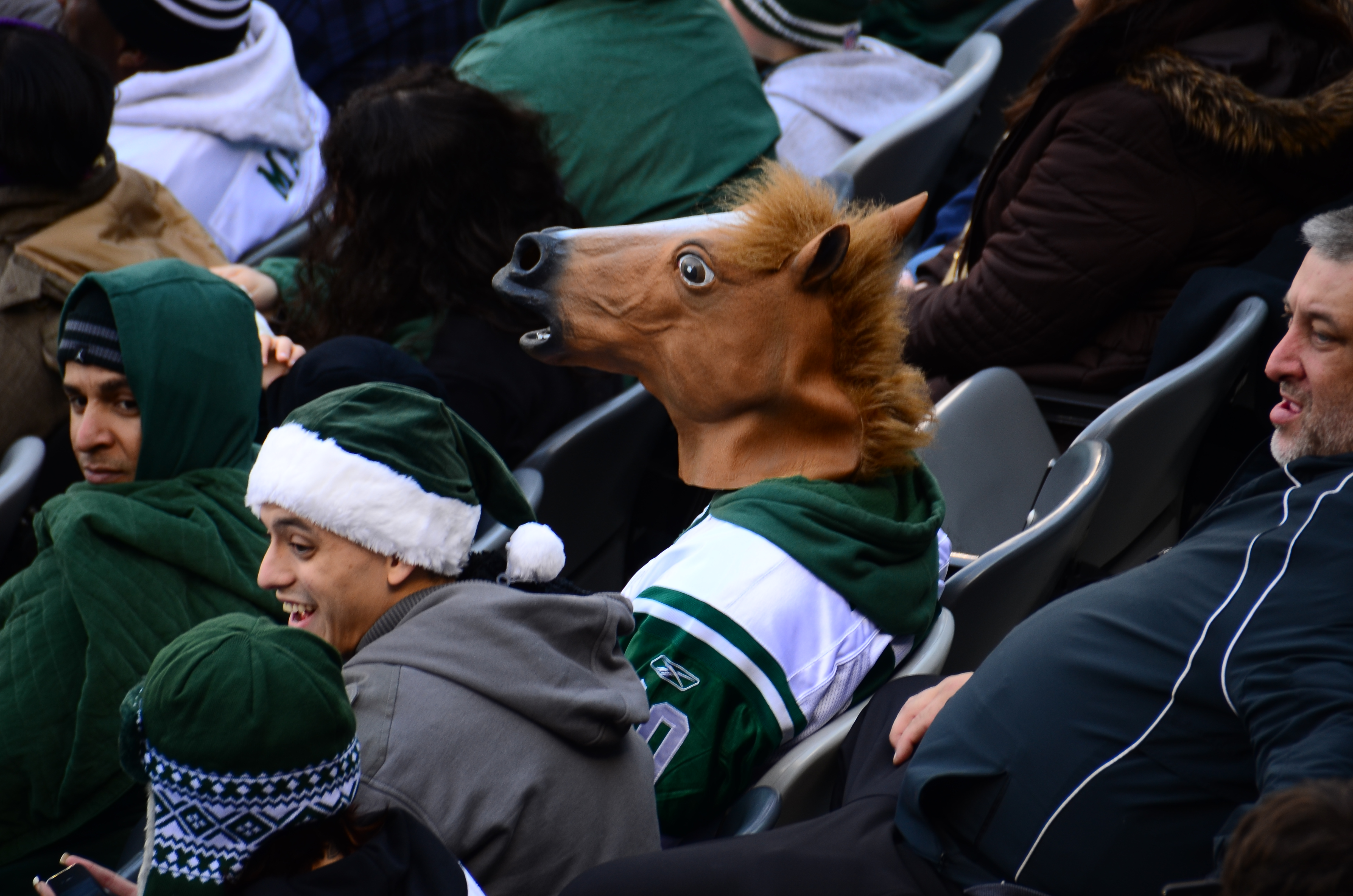
初めて馬マスクを製品化したアーチー・マクフィーによれば「馬マスクをかぶった人と騒然としている周囲の様子」の写真

馬マスク（horse head mask）は、 馬の頭部をモデルにしたラテックス素材の被り物で、ふつうは被ると頭から首まで隠れる。アメリカで玩具などのグッズを制作するアーチー・マクフィーが最初に製品化した。馬マスクの人気が定着して以降は、同じような製品が世界中の様々なメーカーから発売されている。
馬マスクはハロウィンのコスチュームの定番であるが、それ以外の場面でも、誰かを笑わせたり驚かせたり、場をあえて乱す目的のほか、かぶっている人のセンスをみせたり、正体をわからなくするために使われたりもする。そして誰かがこのマスクは被っている姿は、それ自体がインターネット・ミームの一種にもなっている。

## 発売から世界的流行まで
馬マスクをハロウィンのコスチュームとしてアメリカで最初に商品化したのは、シアトルに拠点を置くグッズメーカーであるアーチー・マクフィーで、その発売時期は2003年にまで遡ることができる。アーチー・マクフィーの馬マスクは「ホース・ヘッド・マスク」という商品名で、「リアルなブラウンの色合いに、フェイクファーのたてがみのついたラテックス素材のマスク」として販売されてきた。マクフィーによれば「馬マスクをかぶった人が周囲を騒然させている様子」の写真が世界的な現象となるほど有名になり、以降はマクフィー以外のメーカーからも見た目やデザインが酷似した商品が発売されるようになった。

### 日本のアニメとニコニコ動画
単なるハロウィングッズであった馬マスクが、インターネット・ミームになった時期については、はっきりとはわかっていない。しかし、ワシントン・ポストのケイトリン・デューイによれば、馬マスクの流行までには様々な「起爆剤」となる出来事があった。2003年の日本のアニメーション作品『フルメタル・パニック？ ふもっふ』には、顔が馬そのもので、ヘアブラシを手に女子をつけねらう「ぽに男」という変態的なキャラクターが登場する。このキャラクターが、まさにマクフィーの馬マスクをかぶっているかのような見た目をしており、当時すでにマクフィーのおかげで馬マスクが一般に販売されていたことが「ポニーの外見をした男が繰り返し現れ続け」る一因になったと、とデューイは分析している。
2008年1月までに、日本のニコニコ動画の配信者である「ヲタケン」が、ファイナルファンタジーの「妖星乱舞」をBGMに、馬マスクだけをかぶった半裸の姿で踊りながら、毒キノコを採集し、調理して、食べる動画を配信したことが確認されている。この動画はYouTubeにアップされて200万回以上再生され、馬マスクが多くの視聴者の目に止まることになった。ただし、この時のオリジナルの動画はYouTubeの利用規約違反によって一度削除されてしまっている。
ケイトリン・デューイは取り上げていないが、その前の2007年8月1日時点でヲタケンの馬マスク姿が確認されており、同年12月29日には同じくニコニコ動画の配信者である「馬犬」が額に「犬」と書かれた馬マスクをかぶり、ファイナルファンタジーに登場する回復アイテム「ハイポーション」を何種類もの栄養ドリンクや滋養強壮剤を煮込んで自作し、実際に飲む動画を配信している。この動画は馬犬が被っていた馬マスクも相まって当時の視聴者に強い印象を残した。馬犬は後にVtuberとして受肉しヴィレッジヴァンガードよりグッズを発売したが、その中には馬マスクも含まれていた。
日本で馬マスクを製造するグッズメーカーのアイコによれば、日本で馬マスクの認知度が一気にあがったのは、バラエティ番組「めちゃ×2イケてるッ! 」のデート企画でタレントの岡村隆史が馬マスクを被ってからである。しかし、それ以前からニコニコ動画の有名配信者たちが馬マスクを被って配信をしており、いわば「アングラ界」ではよく知られたグッズだった。

### 英語圏への拡散
『フルメタル・パニック？ ふもっふ』放映の2年後の2005年には、ロンリープラネットから出版された「実験型観光ガイド」（Guide to Experimental Travel）で、馬マスクを被って旅行をすることが提案されている。それから間もなくしてカナダのコメディアンで俳優のトム・グリーンも、自身のインターネット番組「Tom Green's House Tonight」で、馬マスクをかぶって、奇声をあげながら頭をふりまわすパフォーマンスを行った。
そして2008年にヲタケンが半裸でキノコを料理する動画がアップされて以降、馬マスクはインターネット・ミームとしてそれまで以上に定着した。例えば2010年には、Googleストリートビューの馬マスクをしたスコットランドの男性が「馬男」(horse boy) と呼ばれて、話題になった。またハリケーン・サンディがワシントンを襲った日には、上半身裸で馬マスクだけを被った男性がジョギングする姿が生放送のニュース番組に映り込んでいる。2014年7月には、デンバーの路上でバラク・オバマ大統領と馬マスクをかぶった通行人が握手をしている姿が撮影され、全米メディアにその瞬間の写真が掲載されたほか、これをきっかけにワシントン・ポストでは馬マスクがミーム化するまでの流れや文化的な影響関係についての記事がシリーズで掲載された。

## トレードマーク
馬マスクを自身のトレードマークにしているYouTuberもいる。チョコレートなどのお菓子をレビューしているチャンネル「セバスチャンのキャンディ・コーナー」（Sir Sebastian's Candy Corner）の「サー・セバスチャン」や、ベルリンのストリートパフォーマー「ネイ・キッド・ホース」(The Neigh Kid Horse)たちがそうである。ネイ・キッド・ホースは、プロアマ問わず無数のカメラマンから写真を撮影されているとおり、オフィシャルには馬マスクと下着以外は何も身につけないことで知られる。

## ユニコーンマスク
アーチー・マクフィーを含む複数のメーカーから、ほぼ馬マスクと同じ見た目のユニコーンマスクが発売されている。アリゾナ州立大学のバスケットボールチーム、サンデビルズのファンは、相手チームのフリースローを邪魔する作戦の一環でユニコーンマスクをかぶって応援をすることがある。

## 2000年代以前
2000年代の馬マスクの流行は、アーチー・マクフィーが発売したラテックス素材のマスクに源流があるものの、馬マスク自体がメディアに登場したり取り上げられたのは2003年が最初だったというわけではない。馬マスクがイギリスの風刺的なニュース風バラエティ番組「ブラス・アイ」の第2回「ドラッグ」のエピソードにわずかな時間ながら登場したのは、1997年のことである。